# Evans Yeboah
Evans Yeboah (Accra, 23 dicembre 1993) è un giocatore di football americano ghanese, che gioca come defensive tackle per i Munich Ravens.
Inizia a giocare nel 2017 per i Berlin Bears e nel 2019 si trasferisce ai New Yorker Lions. Nel 2021 passa quindi in ELF con gli Hamburg Sea Devils e nel 2024 passa ai Munich Ravens.

## Palmarès
- 1 German Bowl (New Yorker Lions, 2019)